# Anhetente
Tekoá Anhetente, conhecida pelos não-indígenas como Aldeia Anhetente, é uma comunidade indígena guarani localizada no município brasileiro de Diamante d'Oeste, no estado do Paraná.